# Éda
Az Éda  női név összetett germán nevek első tagjának rövidülése, az eredeti elem (-adel, -edel) jelentése: nemes. Más vélemény szerint a szintén germán -aed névelemből származik, ennek a jelentése birtok, vagyon. Az angol nyelvben az Edit változataként tartják számon.

## Rokon nevek
Adelaida, Adelheid, Ada,  Adél, Adela, Adéla, Adélia, Adelin, Adelina, Adelgund, Adelgunda, Adina, Alett, Aletta, Alicia, Alícia, Alida, Alitta, Alida, Aliz, Alíz, Aliza, Edda, Elke, Heidi

## Gyakorisága
Az újszülötteknek adott nevek körében az 1990-es években igen ritka név volt, a 2000-es és a 2010-es években nem szerepel a 100 leggyakoribb női név között.
A teljes népességre vonatkozóan az Éda sem a 2000-es, sem a 2010-es években nem szerepelt a 100 leggyakrabban viselt női név között.

## Névnapok
- december 13.[2]